# Эпине-сюр-Одон
Эпине́-сюр-Одо́н (фр. Épinay-sur-Odon) — коммуна во Франции, находится в регионе Нижняя Нормандия. Департамент коммуны — Кальвадос. Входит в состав кантона Вилле-Бокаж. Округ коммуны — Кан.
Код INSEE коммуны — 14241.

## Население
Население коммуны на 2010 год составляло 642 человека.
| 1962 | 1968 | 1975 | 1982 | 1990 | 1999 | 2010 |
| ---- | ---- | ---- | ---- | ---- | ---- | ---- |
| 443  | 347  | 368  | 442  | 549  | 536  | 642  |

## Экономика
В 2010 году среди 429 человек трудоспособного возраста (15—64 лет) 325 были экономически активными, 104 — неактивными (показатель активности — 75,8 %, в 1999 году было 73,1 %). Из 325 активных жителей работали 308 человек (163 мужчины и 145 женщин), безработных было 17 (9 мужчин и 8 женщин). Среди 104 неактивных 33 человека были учениками или студентами, 51 — пенсионерами, 20 были неактивными по другим причинам.